# Huperzia mirabilis
Huperzia mirabilis là một loài thực vật có mạch trong Họ Thạch tùng. Loài này được (Willd.) Holub mô tả khoa học đầu tiên năm 1991.